# Vermiforme

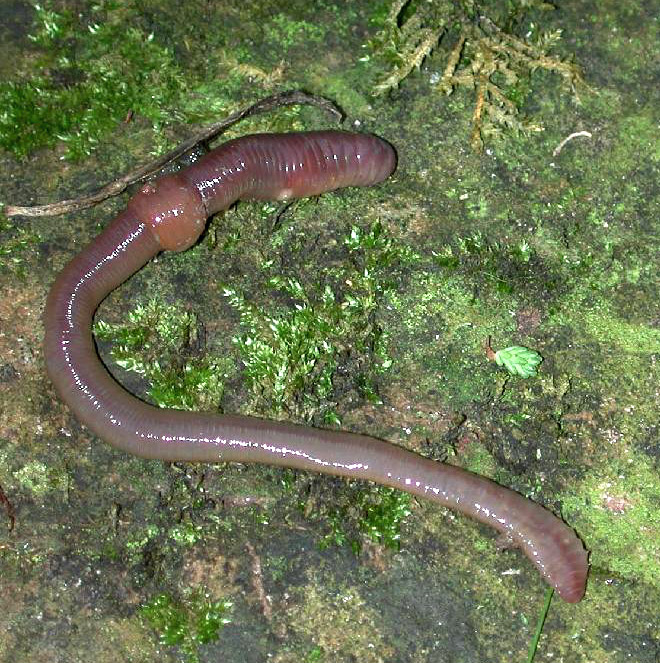
Cuc de terra, típic animal vermiforme

Vermiforme (del llatí vermis = cuc; forma = forma) és un adjectiu utilitzat per caracteritzar éssers vius o estructures que tenen forma semblant a un cuc o verm. Les característiques que s'assumeixen en designar animals com a vermiformes inclouen simetria bilateral, absència d'extremitats i cossos tous amb una allargada de més de dues o tres vegades la seva amplada.
Molts invertebrats són vermiformes, com per exemple els anèl·lids, els platelmints o els nematodes, així com les larves dels insectes, especialment les que manquen de potes, com els polls de molts dípters.
Algunes estructures anatòmiques també reben l'apel·latiu de vermiforme, com per exemple l'apèndix vermiforme de l'intestí humà.